# Selenotichnus
Selenotichnus is een geslacht van kevers uit de familie van de loopkevers (Carabidae). De wetenschappelijke naam van het geslacht is voor het eerst geldig gepubliceerd in 1999 door Boris Mikhailovich Kataev.

## Soorten
Het geslacht Selenotichnus omvat de volgende soorten:
- Selenotichnus klapkai Kataev & Wrase, 2006
- Selenotichnus olegi Kataev, 1999
- Selenotichnus parvulus Kataev & Wrase, 2006